# Francisco Vázquez (gobernador)
Francisco Vázquez (Badajoz, c. 1500 - Ciudad de Panamá, 4 de julio de 1560) fue un gobernante colonial español durante el siglo XVI. Se desempeñó como encomendero, regidor y alcalde ordinario de Natá de los Caballeros, teniente gobernador de la Alcaldía Mayor de Natá, conquistador de Veragua y nombrado gobernador y capitán general de Veragua.

## Biografía

### Primeros años en Natá de los Caballeros
Se ignora cuándo nació y quiénes fueron sus padres, sólo se conoce que nació en Badajoz. Se estableció en Natá de los Caballeros entre 1523 y 1526, siendo uno de los primeros habitantes del pueblo recién fundado en 1522 y probablemente miembro de la hueste expedicionaria de Diego de Albitez al norte de Veragua, llegando a saber de la existencia de oro. Llegó a ser conocido como experto baquiano y participó en las siete expediciones que se realizaron al este de Natá en sus primeros años, las de Diego de Albítez, Juan Téllez, Juan de Panes, Francisco Gordón, Diego de Torres, Rodrigo Alonso de la Gala y Juan Fernández de Rebolledo (1548).
Como capitán, se desplazó junto con otros natariegos al poblado de Nombre de Dios para hacer frente a los ataques de piratas y tomó bando del lado realista durante la rebelión de los hermanos Contreras, nietos de Pedrarias Dávila, quienes invadieron Panamá en 1550.
Entre 1539 y 1540 contrajo matrimonio con Catalina Álvarez, como parte de la campaña del padre fray Tomás de Berlanga que buscaba evitar el concubinato con mujeres indígenas y evitar el mestizaje en la población. De ese matrimonio, tuvieron tres hijos varones nacidos seguramente en Natá: Alonso, Bartolomé y Juan; todos partícipes directos en la conquista y colonización de Veragua. Además tuvo un hijo ilegítimo, probablemente mestizo, llamado también Juan Vázquez.
Fue probablemente uno de los encomenderos más grandes de Tierra Firme, llegando a tener hasta 120 indígenas a su servicio. En Natá poseía una gran cantidad de ganado, caballos, mulas, plata, oro y esclavos, y una gran residencia, según datos de la época su hacienda se valoraba en 14 000 pesos, y que su fortuna oscilaba entre 15 000 y 20 000 pesos, siendo el hombre más rico e influyente de Veragua a mediados del siglo XVI.
Como político, fue capitular del ayuntamiento de Natá en 1539 y fue electo alcalde ordinario de Natá en 1541. Durante el período de Álvaro de Sosa como gobernador del Reino de Tierra Firme (1553-1556), fue nombrado teniente gobernador de la Alcaldía Mayor de Natá y fue revalidado por el siguiente gobernador interino de Tierra Firme Juan Ruiz de Monjaráz. 

### Conquista y colonización de Veragua
Debido a la gran influencia de Vázquez y con apoyo del mercader Juan Fernández de Rebolledo, en 1558 el gobernador Monjaráz debió acceder al plan de la conquista de Veragua con el liderazgo de Vásquez. En ese momento, Veragua estaba anexando los territorios del recién extinto ducado de Veragua, que pasaron directamente a la Corona y que eran aún inexplorados. Tras la capitulación, Vásquez se trasladó a la capital panameña donde «a paso de caja y tambor» se paseó por las calles para reclutar gente dispuesta para la campaña. Logró reunir soldados recién llegados de España, otros más que estaban atrapados en el istmo de Panamá debido a prohibiciones de la Corona y otros más amnistiados o desterrados tras la fallida rebelión de Francisco Hernández Girón en Perú.
Reclutados los soldados, se desplazaron en fragatas hacia Natá y en los primeros meses de 1558, organizó un ejército entre 150 y 180 personas, siendo dirigidos por cuatro capitanes. El plan era desplazarse por los llanos de Calobre, hasta llegar al río Gatú donde se amojonaría la frontera entre las gobernaciones de Panamá y Veragua. Durante la marcha se pacificó a los indígenas que se cruzaban, incluso al punto de que se trataba «humanamente» a los indígenas y se castigaba o desterraba a los soldados que llegasen a violentarlos.
Luego se desplazaron al sitio llamado «llano de Urracá», en el que los caciques Urracá y su sucesor Estiber, rechazaron las incursiones de españoles por varios años. A mediados de 1558 fundó la población de Santa Fe y lo escoge como capital provincial para irradiar la conquista en dos frentes: al sur, hacia los llanos de Trota; y al norte, hacia el río Turlurí. En 1559, ordenó a Pedro de Matamoros a fundar el poblado de Concepción, cercano al Turlurí, y del que el propio Vázquez sabía que existía oro ahí. 
Debido a que la zonas de Turlurí y Santa Fé estuvieron bajo constante contacto con los españoles desde inicios de siglo, muchos indígenas se habían desplazado al este, donde se unieron con los coclé, ocasionando que los conquistadores quedaran sin mano de obra para explotar el oro. Esta situación fue aprovechada por mercaderes de Panamá, Nombre de Dios y Acla, que se asentaron en Concepción para aprovechar sus riquezas. Los conquistadores optaron por la resistencia e impidieron que pudieran llevarse más oro.
Adicionalmente, el gobernador interino Monjaráz aduciendo que Natá estaba bajo su jurisdicción, ordenó una expedición con soldados y mercaderes con esclavos que iban a ir en dirección a las minas de Concepción. Luego de llegar a Natá, Monjaráz se desplazó a las montañas pero fue detenido por el ejército de Vázquez en las orillas del río Gatú, el 4 de abril de 1559. Tras el corto enfrentamiento, Monjaráz fue derrotado y aprisionado, pero la falta de mano de obra en las minas obligó a Vázquez a tener que apelar ante los mercaderes que venían de parte de Monjaráz a extraer el oro, quedando con muy pocas ganancias para el bando conquistador. Los hombres de Vázquez debieron enrumbar en las campañas al sur y oeste de Veragua o en las encomiendas para obtener ganancias.
Para paliar la incómoda situación entre el gobernador Monjaráz y el conquistador Vázquez, en 1560 debió venir a Panamá el virrey del Perú Diego López de Zúñiga y Velasco, quien nombró al juez Bernardino de Romaní para dirmir el asunto. Vászquez fue exculpado del incidente y se le señaló de buen comportamiento y de buena gobernanza. En cambio, Monjaráz fue destituido como gobernador.
El virrey consideró que la capitulación que poseía Vázquez como conquistador de Veragua debía ser respetada y fue nombrado capitán general y primer gobernador de la nueva provincia de Veragua, sin embargo no pudo tomar formalmente el cargo ya que falleció súbitamente en Panamá el 4 de julio de 1560. La capitulación real como gobernador fue expedida en Toledo tardíamente el 20 de agosto de 1560.
La muerte súbita de Francisco Vásquez hizo que sus hijos Alonso y Juan protestaran por la intervención del nuevo gobernador de Tierra Firme Rafael de Figuerola, quien los apartó de la sucesión como gobernadores de Veragua y aumentando la fricción política entre Natá y Panamá.